# Leonard Adleman
Leonard Max Adleman (San Francisco, 31. prosinca, 1945.), američki kriptograf, teoretski računalni znanstvenik, molekularni biolog na Sveučilištu južna Kalifornija (University of Southern California), jedan od ko-autora kripotgrafskog algoritma RSA.